# Georgiska
Georgiska (ქართული ენა; kartuli ena; även kallat gruzinska, tidigare även grusiska) är ett kartvelskt språk som talas i Georgien, nordöstra Turkiet och nordvästra Iran. Det skrivs med det georgiska alfabetet.
Georgiska tros ha skilts från mingreliska och laziska under det första årtusendet f.Kr., och dessa språk i sin tur skildes från svanuri ytterligare tusen år tidigare.
Georgiska har en rik litterär tradition. Den äldsta bevarade litterära texten på georgiska är "Drottningen sankta Sjusjankis martyrskap" (Tsamebaj tsmindisa Sjusjanikisi, dedoplisa) av Iakob Tsurtaveli; denna skrevs på 400-talet e.Kr. Nationaleposet "Riddaren i panterskinnet" (Vepchistqaosani) av Sjota Rustaveli skrevs på 1100-talet.

## Fonologi

### Konsonanter
Där flera konsonanter uttalas på samma artikulationsställe ges de i följande ordning: tonlös/tonande/tonlös ejektiva.
|           | Bilabial     | Dental       | Palatal      | Velar        | Postvelar1 | Uvular | Glottal |
| --------- | ------------ | ------------ | ------------ | ------------ | ---------- | ------ | ------- |
| Klusil    | p b pʼ ფ ბ პ | t d tʼ თ დ ტ |              | k g kʼ ქ გ კ |            | qʼ ყ   |         |
| Frikativa | v ვ          | s z ს ზ      | ʃ ʒ შ ჟ      |              | x̠ ɣ̠ ხ ღ    |        | h ჰ     |
| Affrikata |              | ʦ ʣ ʦʼ ც ძ წ | ʧ ʤ ʧʼ ჩ ჯ ჭ |              |            |        |         |
| Nasal     | m მ          | n ნ          |              |              |            |        |         |
| Likvida   |              | l, r ლ, რ    |              |              |            |        |         |

1. Dessa fonem klassificeras som postvelara av Aronson,[3] medan de enligt Hewitt[4] varierar mellan velara och uvulara beroende på sammanhang. Andra behandlar dem som rent velara fonem.

Observera att några konsonanter i georgiska är en kombination av två ljud. Dessa är:
- ც, /ʦ/ (dental affrikata, tonlös aspirerad)
- ძ, /ʣ/ (dental affrikata, tonande)
- წ, /ʦʼ/ (dental affrikata, tonlös ejektiva)

Jämför också dessa ljud med liknande uttal:
- ქ, /k/ (aspirerad) och კ, /kʼ/ (ejektiva)
- თ, /t/ (aspirerad) och ტ, /tʼ/ (ejektiva)
- ფ, /p/ (aspirerad) och პ, /pʼ/ (ejektiva)
- ჩ, /ʧ/ (aspirerad) och ჭ , /ʧʼ/ (ejektiva)

/qʼ/ saknar både icke-ejektiv och tonad motsvarighet.
ჰ, h, är en glottal frikativa (IPA: [h]) och motsvarar svenskans h i ordet hotell; den andra, en velar frikativa (IPA: [x]), har inte någon motsvarighet i svenska, däremot i tyska, till exempel i Bach.

### Vokaler
| ɪ ი |     | ʊ უ |
| ɛ ე |     | ɔ ო |
|     | a ა |     |

### Fonotax
Georgiskans fonotax ger utrymme för omfattande konsonantkombinationer, som exempelvis kan ses i ord som gvprtskvni och mtsvrtneli.

## Grammatik

### Morfologi
Georgiska är ett agglutinerande språk. Prefix och suffix fogas till ett rotmorfem för att bilda ett predikat. I vissa fall kan upp till åtta separata morfem sammanfogas.
Exempel:agesjenebinat ("ni skulle ha byggt") vilket består av morfemen: a-g-e-sjen-eb-in-a-t. Varje enskilt morfem bidrar med en tydligt urskiljbar grammatisk funktion, till exempel tempus eller agentens person.

#### Morfofonologi
Synkop är ett vanligt fenomen i georgiska. När ett suffix (i synnerhet pluralsuffixet -eb-) fogas till ett ord som i sin sista stavelse innehåller någon av vokalerna a eller e utesluts vanligen denna vokal. Till exempel: megobari (vän), megobØrebi > megobrebi (vänner), det vill säga a har undertryckts i ordrotens sista stavelse.

#### Deklination
Georgiskan har sju kasus: nominativ, ergativ, dativ, genitiv, instrumentalis, adverbialis och vokativ. Georgiskan är inte ett rent ergativt språk utan använder sig av så kallad kluven ergativitet, det vill säga att kasusmarkeringen på de olika rollerna i en given sats beror på satsens och de ingående komponenternas typ. Det är huvudsakligen verbet som bestämmer vilken typ av kasusmarkering som används. Till exempel så tar transitiva verb i dåtid ergativ kasusmarkering, vilket även verbet "att veta" gör i presens.

#### Ordbildning
Språket är synnerligen rikt på deriveringsaffix, både prefix och suffix. Till exempel: från ordroten -Kart-, kan följande ord deriveras: Kartveli (georgier), Kartuli (georgiska (språket)) och Sakartvelo (Georgien).
- De flesta georgiska efternamn slutar på -dze ("son") (västra Georgien), -sjvili ("barn") (östra Georgien), -ia (västra Georgien, Samegrelo), -ani (västra Georgien, Svanetien), -uri (östra Georgien), etc.

### Syntax
Georgiska är ett postpositionellt språk, det vill säga ett språk som placerar adpositioner (prepositioner, postpositioner, impositioner och cirkumpositioner) efter substantivet. Georgiskans postpositioner är mestadels suffix, men några är separata ord. Precis så som prepositioner i tyska tar postpositionerna i georgiska specifika kasus.
Den grundläggande satsstrukturen är SVO (subjekt-predikat-objekt), men ordföljden är ej lika strikt som i till exempel svenska, även subjekt-objekt-predikat förekommer.
Georgiska saknar grammatiskt genus, till och med pronomina är genus-neutrala. Språket saknar också bestämd och obestämd artikel. I relativa satser kan man dock uttrycka bestämdhet med hjälp av partiklar.

## Skriftsystem

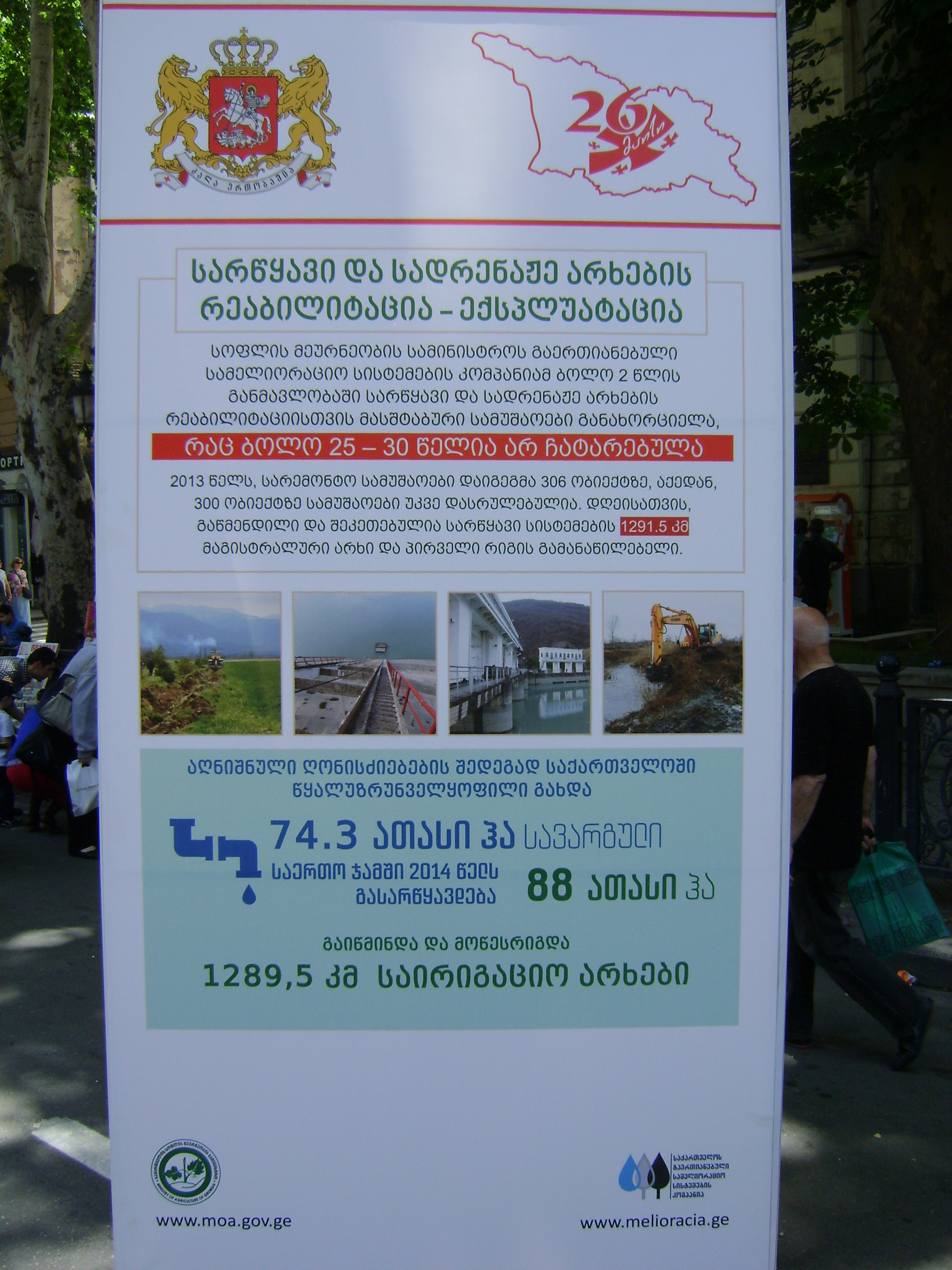
Georgisk skrift på en reklamlapp.

Georgiska skrivs med det georgiska alfabetet, som i sin moderna form omfattar 33 bokstäver. Versala varianter finns, men georgiska skrivs i regel enbart med gemener.
Uttal och transkribering av det georgiska alfabetet:
| Tecken | Uttal (IPA) | Transkription |  | Tecken | Uttal (IPA) | Transkription |
| ------ | ----------- | ------------- |  | ------ | ----------- | ------------- |
| ა      | /a/         | a             |  | ს      | /s/         | s             |
| ბ      | /b/         | b             |  | ტ      | /tʼ/        | t             |
| გ      | /g/         | g             |  | უ      | /ʊ/         | u             |
| დ      | /d/         | d             |  | ფ      | /p/         | p             |
| ე      | /ɛ/         | e             |  | ქ      | /k/         | k             |
| ვ      | /v/         | v             |  | ღ      | /ɣ/         | gh            |
| ზ      | /z/         | z             |  | ყ      | /qʼ/        | q             |
| თ      | /t/         | t             |  | შ      | /ʃ/         | sj            |
| ი      | /ɪ/         | i             |  | ჩ      | /ʧ/         | tj            |
| კ      | /kʼ/        | k             |  | ც      | /ʦ/         | ts            |
| ლ      | /l/         | l             |  | ძ      | /ʣ/         | dz            |
| მ      | /m/         | m             |  | წ      | /ʦʼ/        | ts            |
| ნ      | /n/         | n             |  | ჭ      | /ʧʼ/        | tj            |
| ო      | /ɔ/         | o             |  | ხ      | /x/         | ch            |
| პ      | /pʼ/        | p             |  | ჯ      | /ʤ/         | dzj           |
| ჟ      | /ʒ/         | zj            |  | ჰ      | /h/         | h             |
| რ      | /r/         | r             |  |        |             |               |